# Ionospheric Connection Explorer
Ionospheric Connection Explorer (ICON) là một vệ tinh được thiết kế để điều tra những thay đổi trong tầng điện ly của Trái Đất. Nó được lên lịch khởi động vào ngày được xác định, 2018/2019 như là một phần của chương trình Explorers của NASA và được điều hành bởi Phòng thí nghiệm Khoa học Vũ trụ của UC Berkeley.
ICON sẽ nghiên cứu sự tương tác giữa các hệ thống thời tiết của Trái đất và thời tiết không gian do Mặt Trời điều khiển, và sự tương tác này làm cho sự hỗn loạn trong bầu khí quyển phía trên như thế nào. Hy vọng rằng một sự hiểu biết tốt hơn về năng động này sẽ giảm thiểu tác động của nó đối với truyền thông, tín hiệu GPS và công nghệ nói chung.
Vào ngày 12 tháng 4 năm 2013, NASA thông báo rằng ICON cùng với các quan sát quy mô toàn cầu về Limb và đĩa (GOLD)đã được chọn để phát triển với chi phí giới hạn 200 triệu USD và không bao gồm chi phí khởi động. Điều tra viên chính của ICON là Thomas Immel tại Đại học California, Berkeley.

## Khái niệm nhiệm vụ

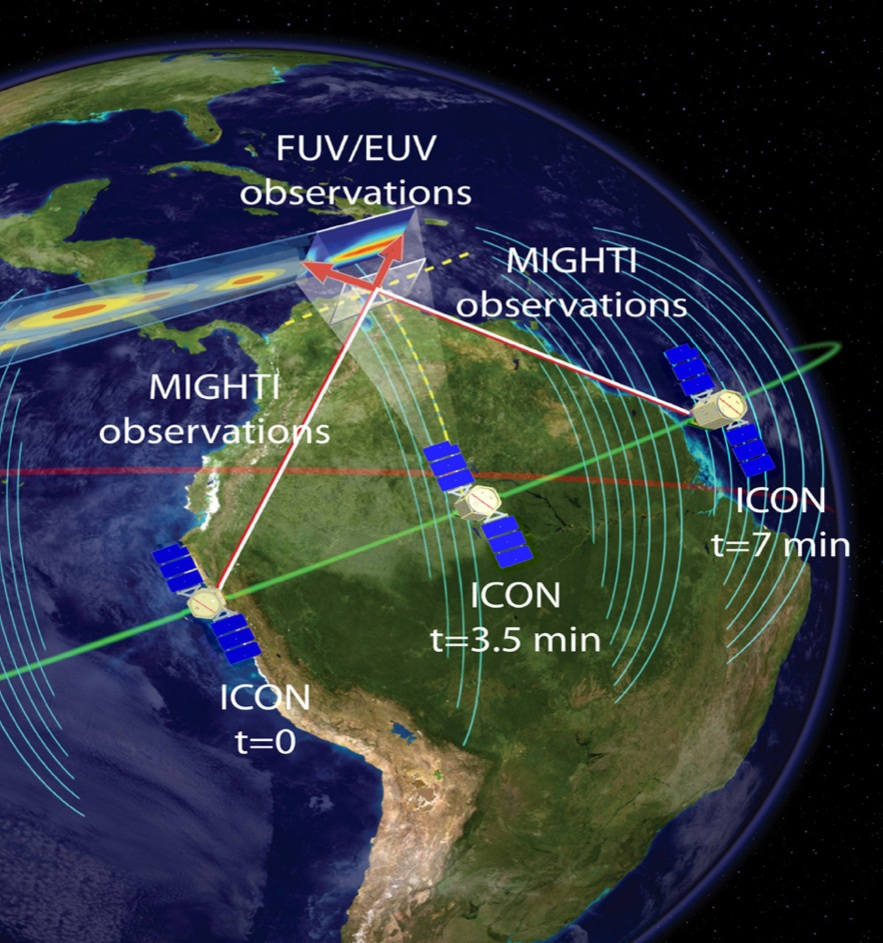
Mô hình hình học quan sát của ICON, cho thấy cả cảm biến tại chỗ và viễn thám của hệ thống tầng điện ly-nhiệt khí quyển.

Sau khi phóng lên, ICON sẽ thực hiện sứ mệnh hai năm để quan sát các điều kiện trong cả hai tầng nhiệt và tầng điện ly. ICON sẽ được trang bị bốn công cụ: giao thoa kế Michelson, do Phòng thí nghiệm Nghiên cứu Hải quân Hoa Kỳ xây dựng, sẽ đo gió và nhiệt độ trong thermosphere; một đồng hồ đo trôi dạt ion, được xây dựng bởi UT Dallas, sẽ đo lường chuyển động của các hạt tích điện trong tầng điện ly; và hai hình ảnh tia cực tím được xây dựng tại UC Berkeley sẽ quan sát các lớp khí cầu trong bầu khí quyển phía trên để xác định cả mật độ và thành phần của tầng điện ly và nhiệt quyển.